# جرج دبلیو آرچیبالد
جورج ویلیام آرچیبالد (زاده ۱۳ ژوئیه ۱۹۴۶) یکی از بنیانگذاران بنیاد بین‌المللی درنا است و برنده افتتاحیه جایزه ایندیاناپولیس در سال ۲۰۰۶ بود.
آرچیبالد در نیو گلاسکو، نوا اسکوشیا، کانادا در خانواده دونالد ادیسون و آنی لتیتیا (با نام خانوادگی مک لئود) آرچیبالد متولد شد. او مدرک کارشناسی خود را از دانشگاه دالهاوزی در سال ۱۹۶۸ و دکترای خود را در سال ۱۹۷۵ از دانشگاه کرنل دریافت کرد. او در ۱۵ اوت ۱۹۸۱ با کیوکو ماتسوموتو ازدواج کرد.

## کار با درناها
در سال ۱۹۷۳، زمانی که درناهاها در وضعیت خطرناکی قرار داشتند و بسیاری از پانزده گونه باقی‌مانده در آستانه انقراض قرار داشتند، آرچیبالد به همراه رون ساوی، بنیاد بین‌المللی درنا را در بارابو، ویسکانسین بنیان‌گذاری کرد. او از سال ۱۹۷۳ تا ۲۰۰۰ کارگردان بود. در حال حاضر او رئیس کمیسیون اتحادیه جهانی حفاظت از محیط زیست برای بقای درناها است. چهل سال پس از آن، هنوز درناهای جهان در وضعیت خطرناکی هستند.
آرچیبالد چندین تکنیک را برای پرورش درناها در اسارت پیشگامی کرد، از جمله استفاده از لباس‌های درناها توسط گردانندگان انسان. آرچیبالد سه سال را با یک درنای فریادزن در خطر انقراض به نام تکس گذراند و به عنوان یک درنای نر - راه رفتن، صدا زدن، رقصیدن - عمل کرد تا او را به شرایط باروری منتقل کند. تکس با فداکاری خود و استفاده از درون‌کاشت مصنوعی، سرانجام یک تخم بارور گذاشت. همان‌طور که آرچیبالد این داستان را در برنامه The Tonight Show در سال ۱۹۸۲ بازگو کرد، او تماشاگران و میزبان جانی کارسون را با پایان غم‌انگیز داستان - مرگ تکس اندکی پس از بیرون آمدن یک و تنها جوجه‌اش، شگفت‌زده کرد. کار او الهام‌بخش کتاب کودکان در سال ۲۰۱۶، Dancing with Tex: The Remarkable Friendship to Save the Wooping Cranes نوشته لین سندرز بود.
به منظور حمایت از حوضه‌های آبخیز و مراتع که در آن درناها زندگی می‌کنند و کمک به افزایش مسیرهای پرواز مهاجر، آرچیبالد از مناطق دورافتاده از جمله بخش‌هایی از افغانستان، کوبا، هند، روسیه و منطقه غیرنظامی کره بازدید کرده‌است.
در سال ۱۹۸۴، آرچیبالد به خاطر کارش با درناها، یک کمک مالی برنامه یاران مک آرتور دریافت کرد. در سال ۱۹۸۷، او به فهرست ۵۰۰ افتخار جهانی سازمان ملل متحد افزوده شد. در سال ۲۰۱۲، او به عضویت نظم کانادا درآمد.